# Karon jezik
Karon jezik (ISO 639-3: krx; jola-karone, kaloon, karone), jezik kojim govori oko 9 000 u Senegalu (2007) i 6 000 u Gambiji (2007 SIL) duž rijeke Cassamance. Pripada nigersko-kongoanskoj porodici i užoj skupini jola, a zajedno s jezikom mlomp čini podskupinu karon-mlomp. 
Mnogi žive među drugim etničkim grupama po selima u kojima čine manjine, s izuzetkom sela Darsilami gdje žive većinski. Mnogi danas govore drugim jezicima kao što su jola-fonyi [dyo], mandinka [mnk] i wolof [wol], a monolingualnih nema.

## Vanjske poveznice
- Ethnologue (14th)
- Ethnologue (15th)
- The Karon Language